# Michele Catti
Michele Catti (Palermo, 5 aprile 1855 – Palermo, 4 luglio 1914) è stato un pittore italiano, considerato uno dei più importanti paesaggisti siciliani dell'Ottocento.

## Biografia
Michele Catti nacque dal nobiluomo Andrea e da Carmela Riotta. La nonna paterna era Concetta Natoli, di nobile famiglia messinese discendente dei principi di Sperlinga e figlia di marchese Natoli. La famiglia Catti o Catta era originaria di Lendinara, ove fu ascritta al nobile consiglio e al patriziato al XIV secolo.
Michele Catti era il secondo figlio di quattro fratelli e tre sorelle. Il padre, appartenente a una famiglia di giudici e di avvocati, voleva avviarlo agli studi giuridici ma il giovane Catti non era convinto di tale scelta per cui fu avviato agli studi tecnici che lasciò a diciotto anni per recarsi a dipingere in campagna. Dopo un breve apprendistato presso lo studio del pittore Francesco Lojacono che abbandonò mal sopportando i minuziosi esercizi di apprendista a cui era obbligato, si accostò in modo più diretto alla natura. Alla sua prima apparizione in pubblico alla Promotrice di Palermo nel 1875 espose l'opera Burrasca d'autunno, fu notato e ammirato dal francese Jean-Léon Gérôme (1824-1904) e espose ancora l'anno dopo con il quadro Tramonto d'inverno.

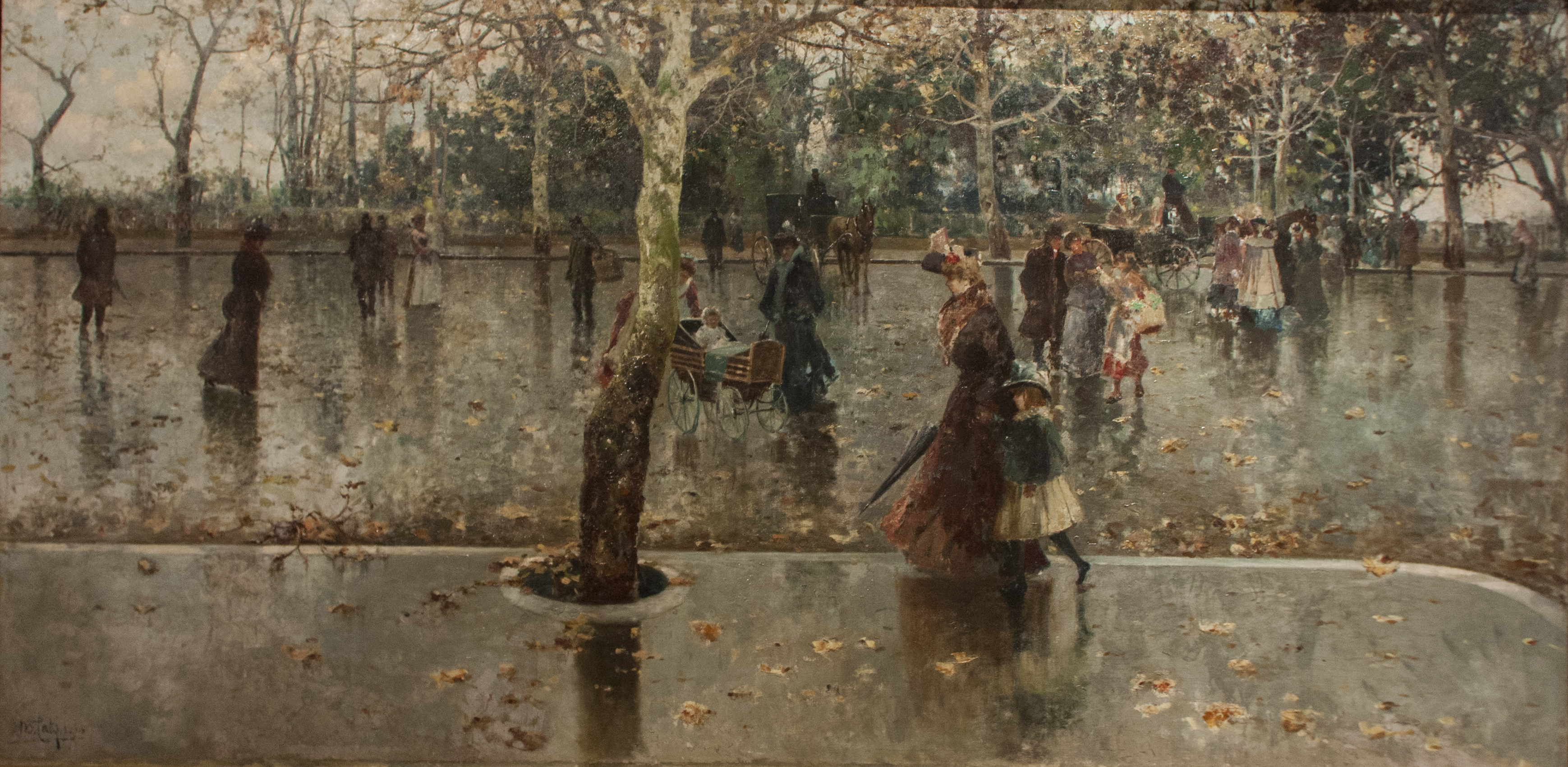
Ultime foglie (Il viale della Libertà in una giornata di pioggia). 1906. Olio su tela, 100 x 201 cm. Collezione Galleria d'arte Moderna (Palermo).

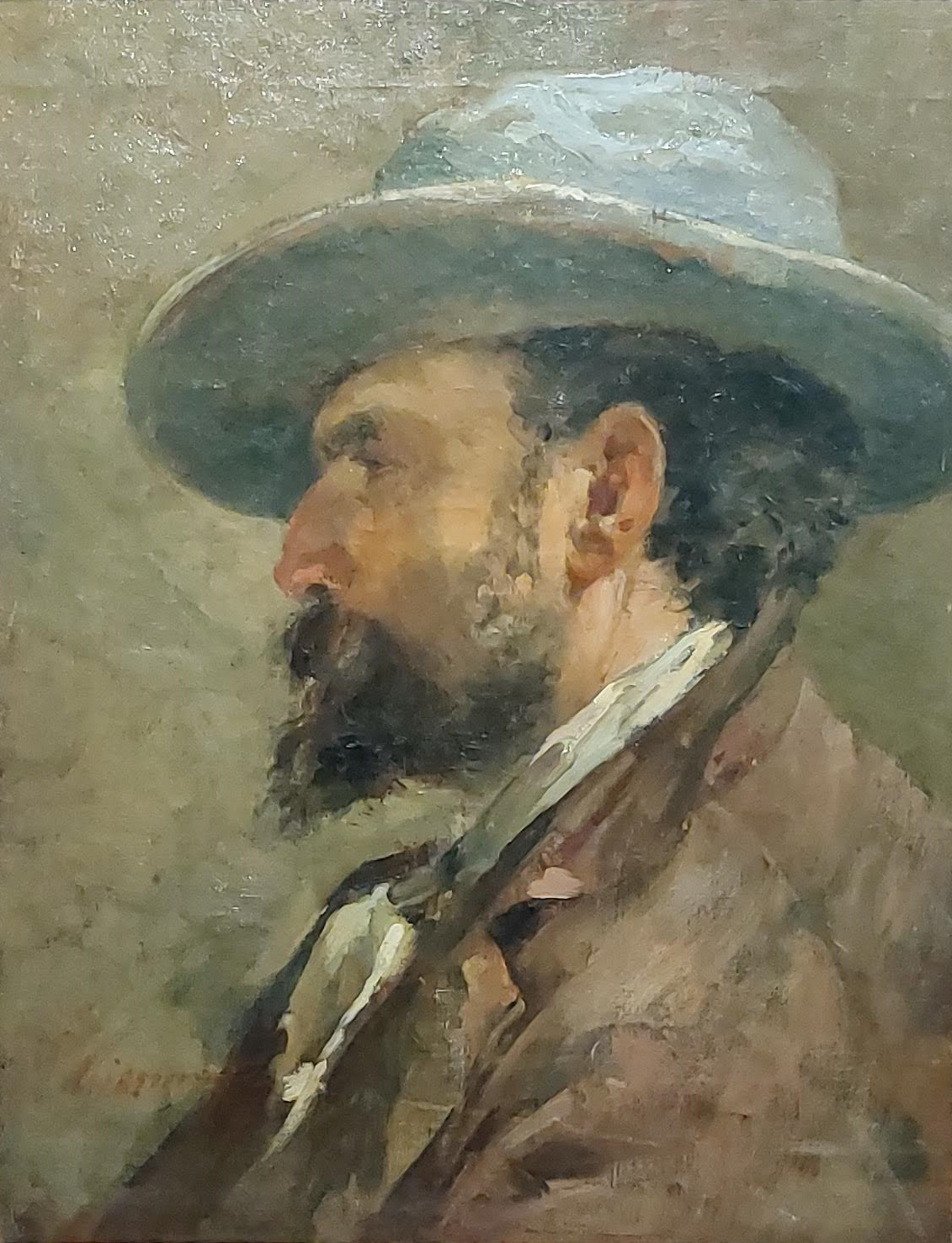
Ritratto di Michele Catti. Nicolò Giannone, olio su tela del 1905 circa. Galleria d'Arte Moderna - Palermo

In quegli stessi anni il Catti si lega con rapporti d'amicizia al pittore palermitano Vincenzo Ragusa (1841-1927) che, rientrato dal Giappone, gli trasferì l'interesse per la pittura orientale che lo influenzò nell'esecuzione di alcune decorazioni in case patrizie palermitane. Meditò di aprire una scuola in Giappone, ma la triste situazione economica e il precario stato di salute lo allontanarono ogni volta dal suo proposito. Nel 1881 fu presente con la marina Crepuscolo alla Mostra di Belle Arti dell' Esposizione nazionale di Milano; sempre del 1881 è Lo sbarco di Garibaldi a Marsala. 

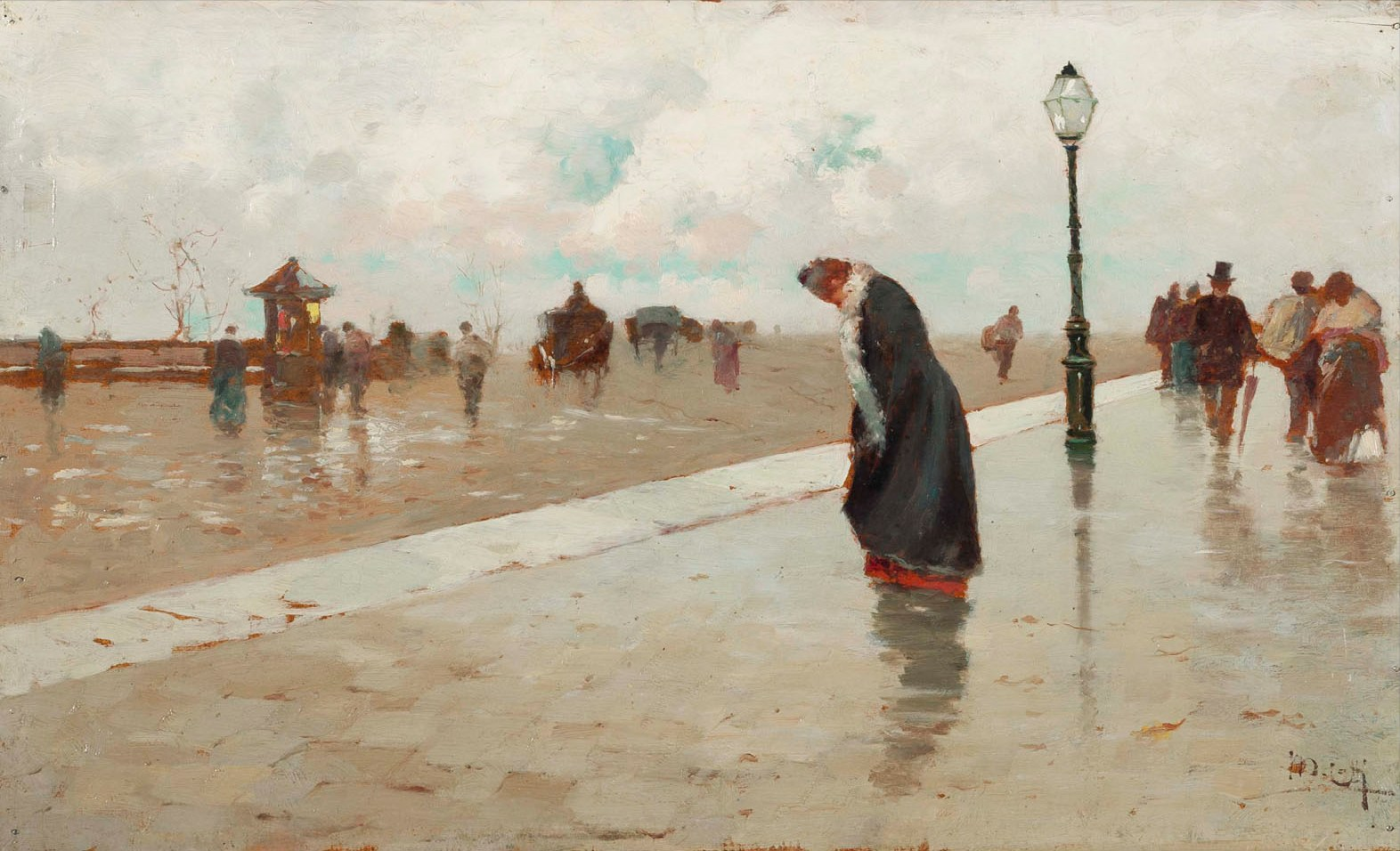
Tempo piovoso. Non datate. Olio su tavola, 41 x 24 cm, collezione privata.

Dopo il 1885 il Catti virò, abbandonando la sua impostazione realistica, verso un impressionismo ispirato ai lavori di Antonino Leto, caratterizzato da una pennellata larga e rada.
Francesco Paolo Michetti ha ammirato i suoi dipinti e lo invitò a lavorare nel suo studio di Roma, la città dove ha viaggiato in 1883 con il suo amico Luigi Natoli.

Il 7 aprile 1888 sposò Maria Anna Contarini, nobildonna palermitana di famiglia dei marchesi originaria di Venezia, dalla quale ebbe quattro figli: Ugo, Carmela, Laura e Aurelio.

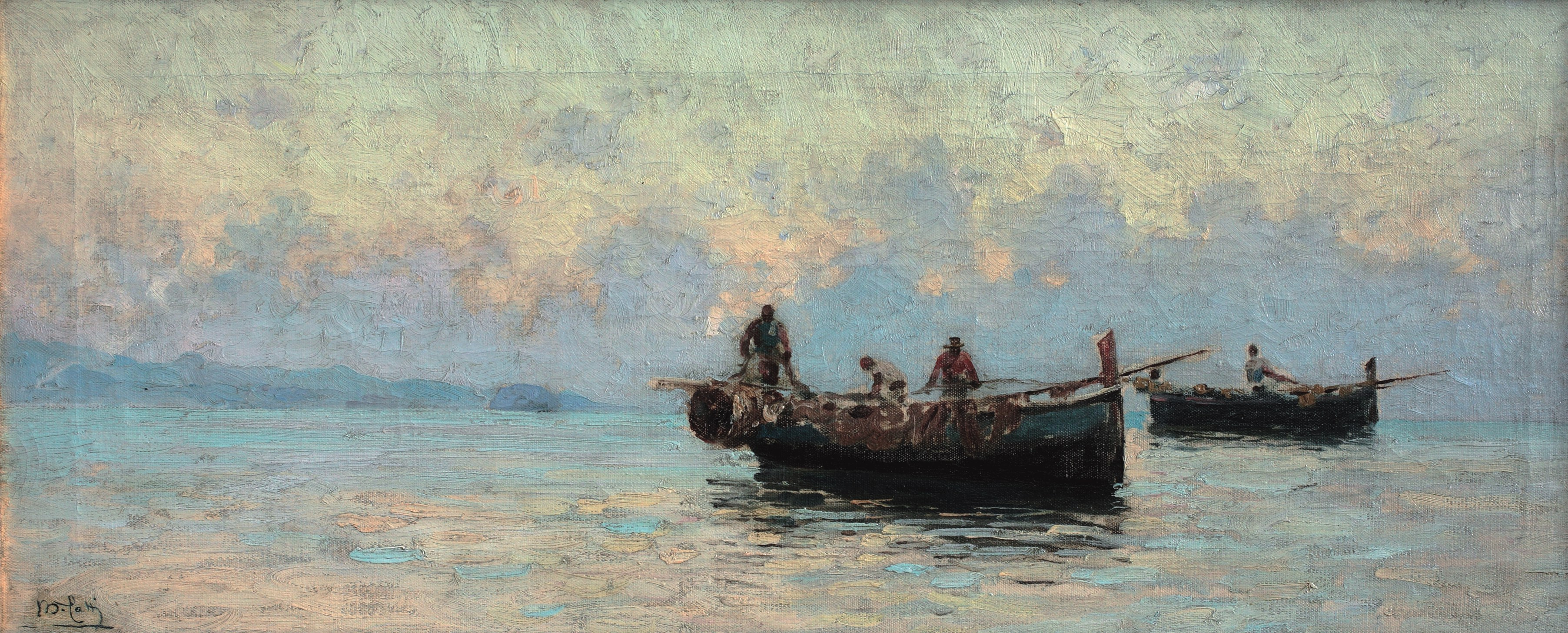
Marina. Non datate. Olio su tela, 30 x 67 cm. Collezione privata.

Nel 1891 espose nuovamente a Milano e alla Promotrice di Palermo, dove fu presente anche nel 1893. Nel 1892 dipinse Castel di Tusa e nel 1896 ottenne un personale successo all'Esposizione che si tenne al Circolo artistico di Palermo con i quadri Estate, Primavera, Autunno e Inverno. Ancora a Palermo tenne una personale nel 1898 e nel 1899 espose alla mostra di Belle Arti organizzata al teatro Massimo. 

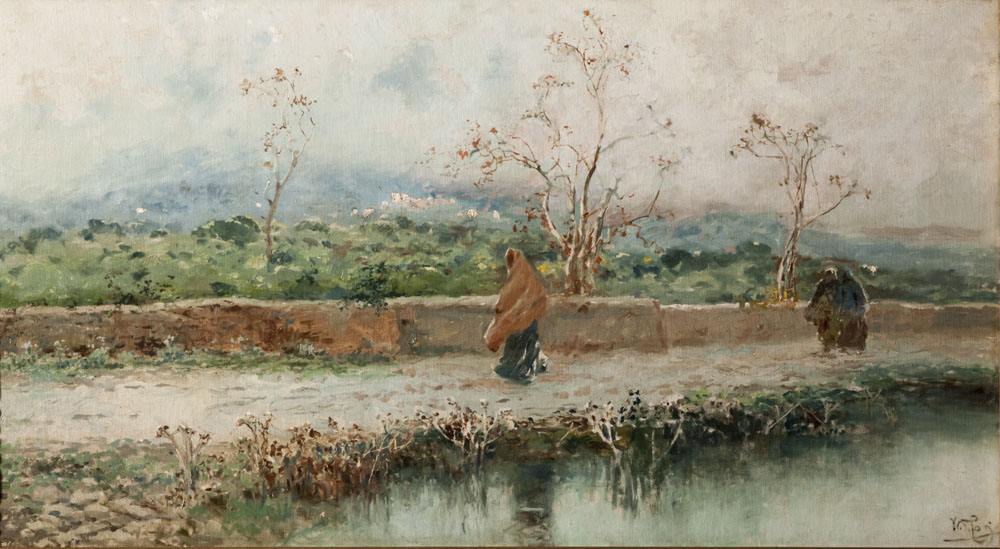
Vento e nebbia. Non datate. Olio su tela, 68,5 x 131 cm, collezione privata.

Vero tipo di bohémien, il Catti condusse un'esistenza appartata e con pochi amici, afflitto da problemi familiari e da precarie condizioni di salute, e in continue difficoltà economiche. Gli fu molto vicino un suo allievo tedesco, il pittore di nome Krep con il quale era assiduo frequentatore di osterie dove gli capitava di pagare con un quadro o una specchiera dipinta. Ma l'amicizia col Kremp non era l'unica; molti nobili palermitani infatti lo stimavano, oltre che per le sue qualità artistiche, per le notevoli qualità umane: era infatti un uomo brillante, generoso e gradito nelle riunioni signorili. Il principe Trabia dava spesso balli in suo onore, in occasioni di successi riportati alle varie esposizioni, ed il principe Tasca frequentava assiduamente la sua casa.

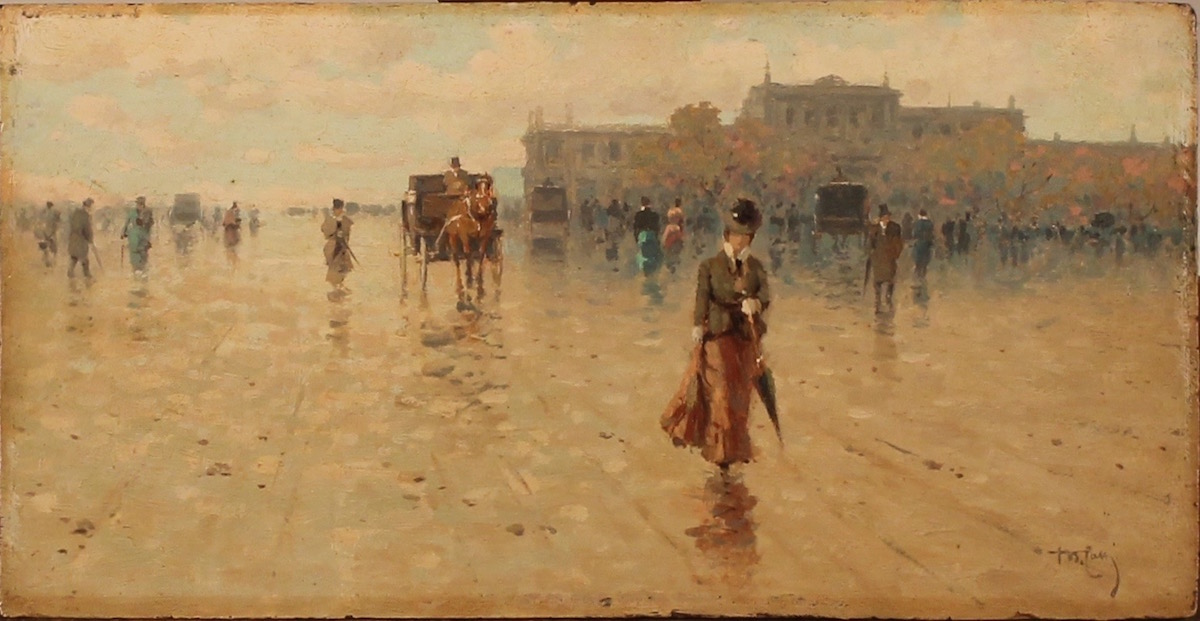
Autunno a Palermo. Non datate. Olio su tavola, 31 x 16 cm, collezione privata.

Le sue opere più mature, caratterizzate da una pennellata liscia e da un disegno sicuro e vibrante, sono dei primi anni del Novecento: predilesse tristi atmosfere autunnali, cieli grigi e fredde giornate ventose che ritrasse con toni spenti e malinconici. Nel 1901 compone Donna a passeggio, nel 1903 Paesaggio paludoso, nel 1906 Via Libertà e Donna che raccoglie i fiori, nel 1908 Scogli a riva, nel 1910 Alberi a riva, Barche, Marina con scogli. Interessante dal punto di vista storico è Castello a mare (1907-1909), distrutto proprio nel 1909. Su iniziativa di Vincenzo Pastore espose in una grande personale nel 1910 a Palermo dove vennero raccolte trentasei opere. Nel 1911 fu premiato con la medaglia d'oro all'Esposizione nazionale di Roma per il quadro 'Ultime foglie del 1906.

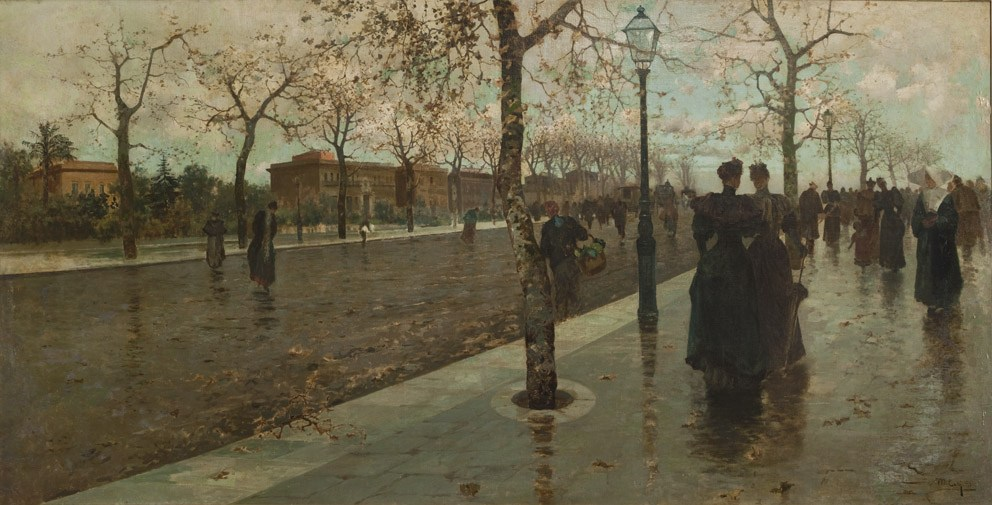
Viale della Libertà. 1895. Olio su tela, 97 x 198 cm. Collezione Circolo Artistico Palermo.

Del 1914 sono i malinconici La fiera dei morti e 2 novembre (entrambi nella Galleria d'arte moderna di Palermo), con cui sembra quasi presagire l'imminente morte, avvenuta il 4 luglio 1914 a Palermo.
La grande parte della produzione del Catti si è dispersa in collezioni private soprattutto siciliane, dimostrazione di una fama circoscritta a quella sola regione. 
Catti espose anche fuori dall'isola, ma ebbe pochi contatti con gli ambienti artistici più vivaci del tempo, anche se nelle sue opere si ritrovano modi tipici dei grandi Macchiaioli toscani e degli stessi impressionisti. Importante fu per il Catti l'incontro col Giuseppe De Nittis che potrebbe spiegare certe aperture verso esperienze francesi.

## Mostre
- Espone a Palermo (mostra a Montevergini) Burrasca d'autunno, acquistato dal Principe Umberto di Savoia, 1875
- Espone ed è premiato a Palermo, 1876
- Espone a Napoli, 1877
- Partecipa ad una mostra a Napoli, 1887
- Partecipa alla 4ª Esposizione nazionale di belle arti di Torino, 1880[10]
- Partecipa alla mostra delle belle arti dell'Esposizione Nazionale di Milano, 1881, con la marina Crepucolo[11]
- Partecipa all'Esposizione Nazionale di Palermo, 1891
- Espone alla Promotrice di Palermo, 1893
- Espone al Circolo Artistico, Palermo, 1896
- Mostra personale a Palermo, 1898
- Partecipa alla mostra di Belle Arti al Teatro Massimo, 1900
- Mostra personale a Palermo, 1910
- Mostra d'arte del sindaco siciliano fascista degli artisti Palermo, 1929
- Mostra a Roma, 1953
- Mostra a Palermo alla Fondazione Whitaker, 1982
- Mostra ad Agrigento, Complesso Chiaramontano, 2001
- Mostra ad Agrigento, Complesso Chiaramontano, 2007
- Mostra a Palermo, Galleria Beatrice, 2011
- Mostra a Palermo, Fondazione Sant'Elia, 2013

## Diverse opere

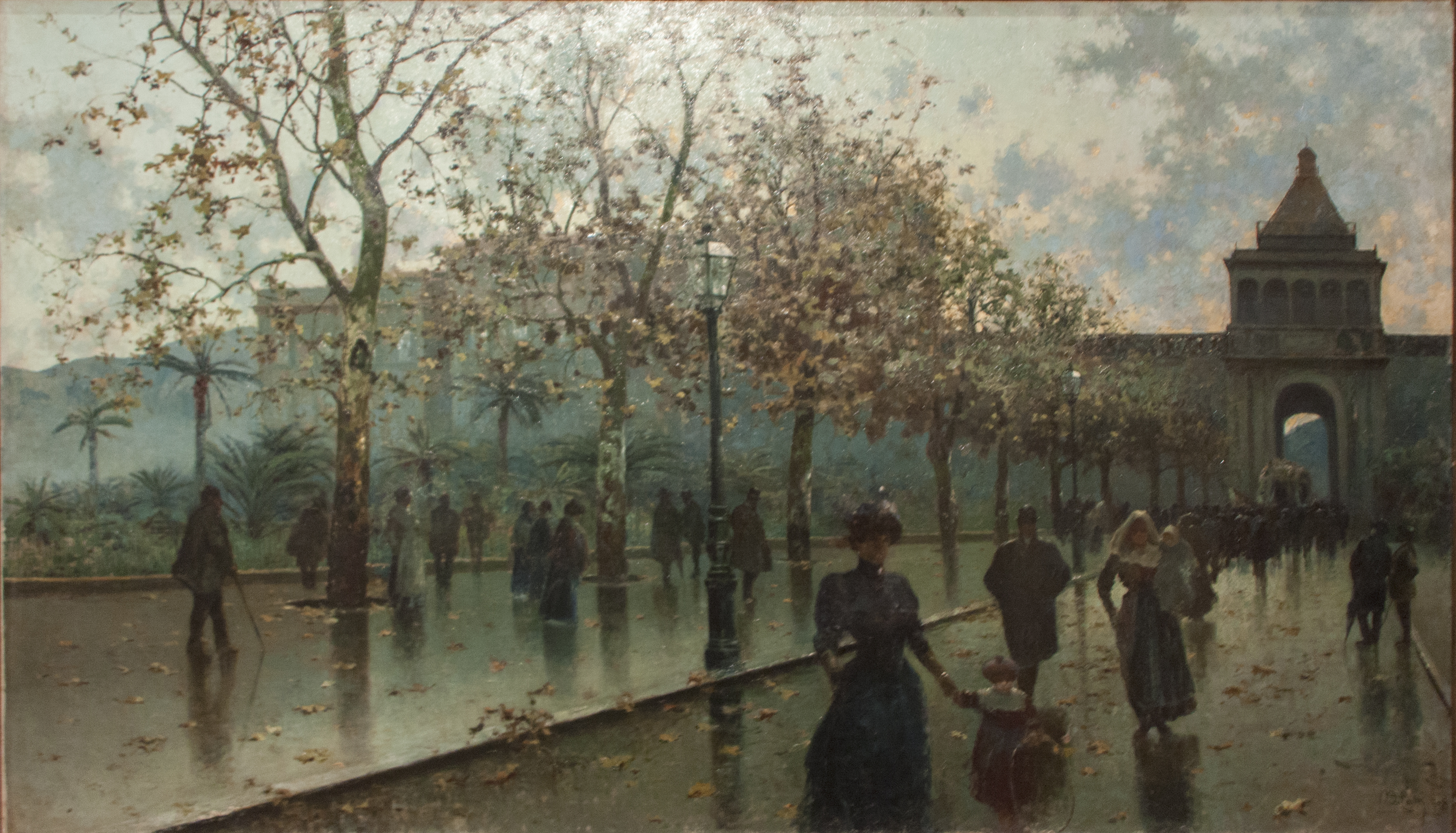
Porta Nuova. 1908. Olio su tela, 113 x 198 cm, collezione Galleria d'Arte Moderna (Palermo).
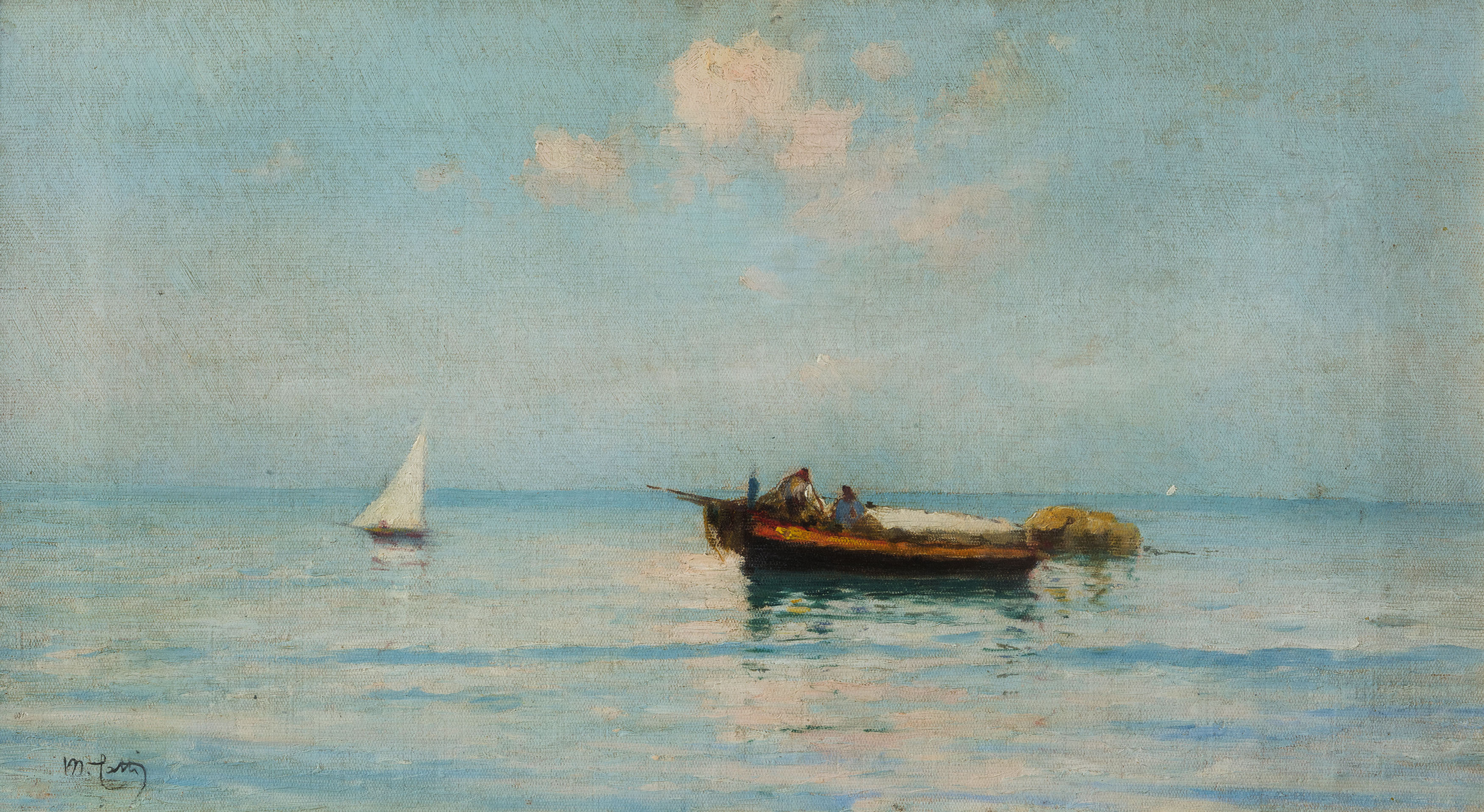
Marina con barca e pescatori. Non datate. Olio su tela, 29 x 53 cm. Collezione privata.
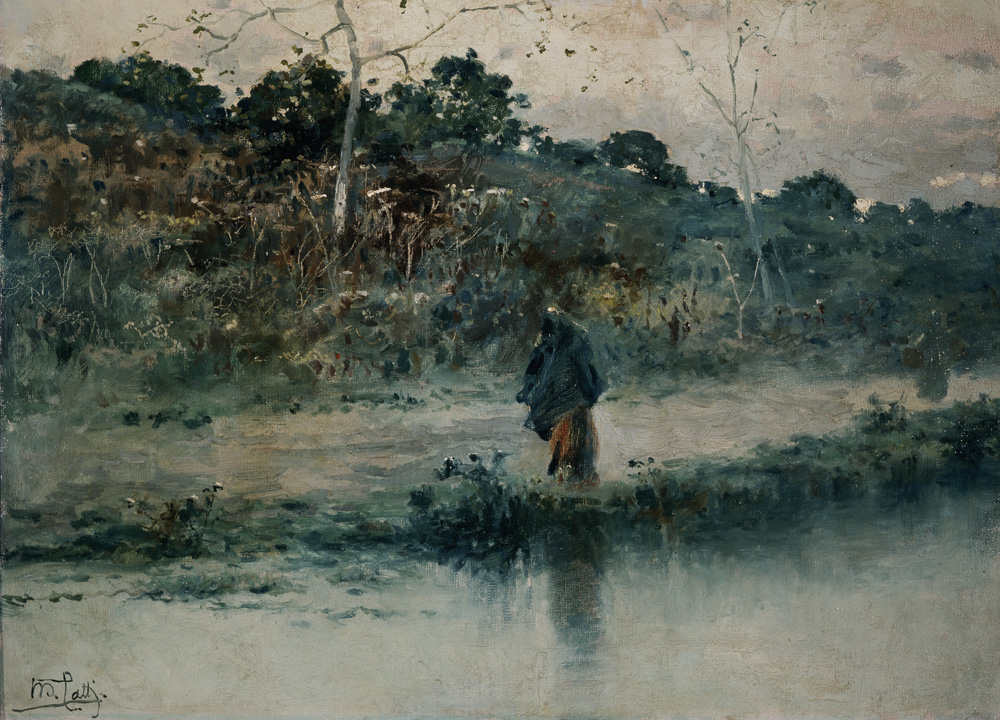
Autunno. Ca. 1905-1910, olio su tela, 36 x 49 cm, collezione Galleria d'Arte Moderna (Palermo).
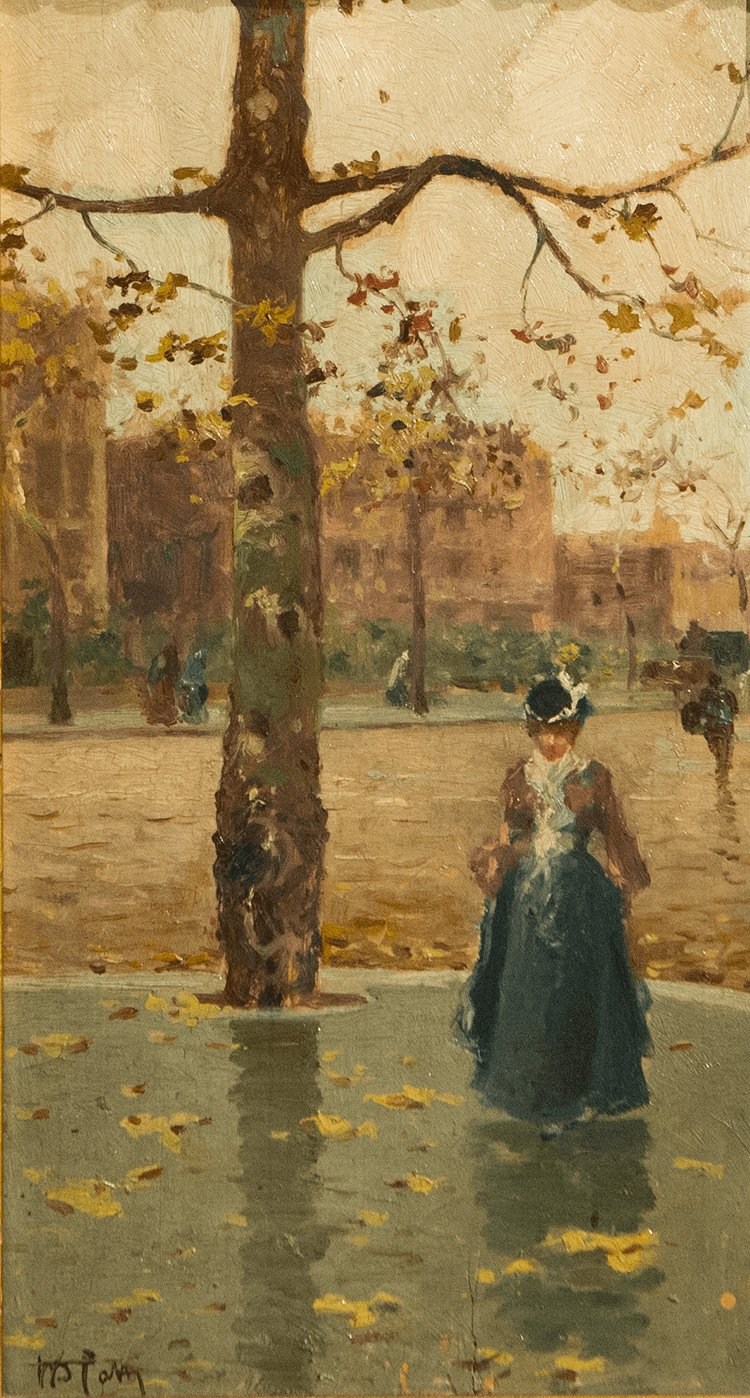
Scorcio di via Libertà. Ca. 1900-1910. Olio su tela, 37 x 28 cm, collezione Fondazione Sicilia.
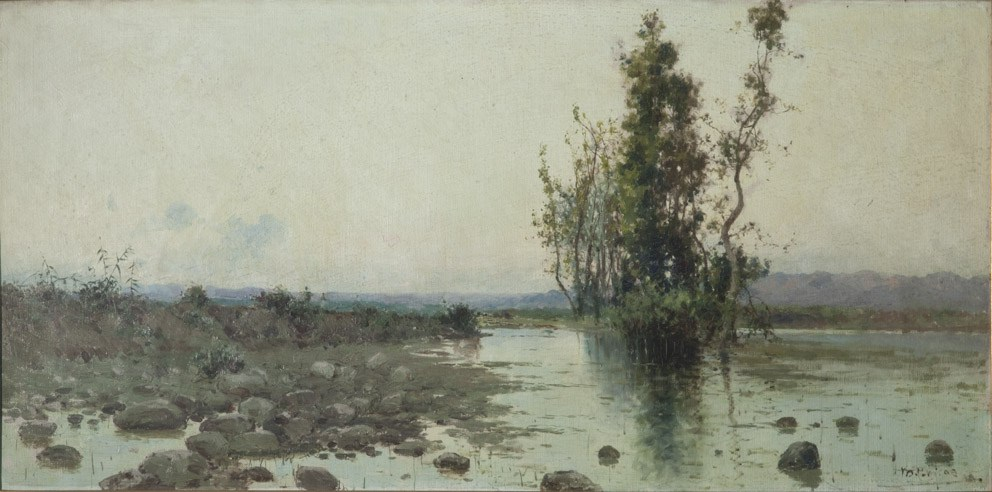
Paesaggio paludoso. 1903. Olio su tela, 36 x 75 cm, collezione privata.
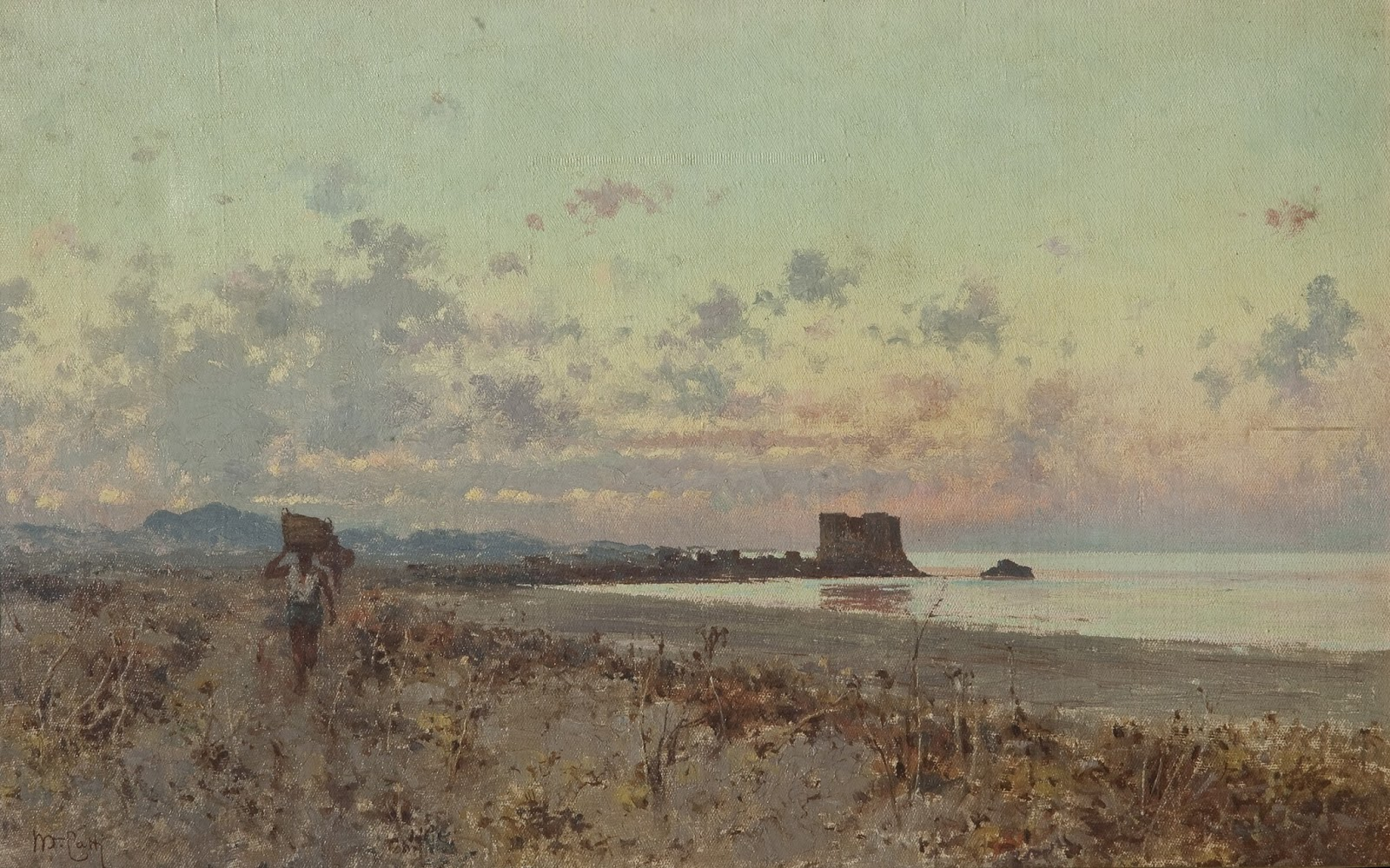
Castel di Tusa. Non datate. Olio su tela, 29 x 49 cm, collezione privata.
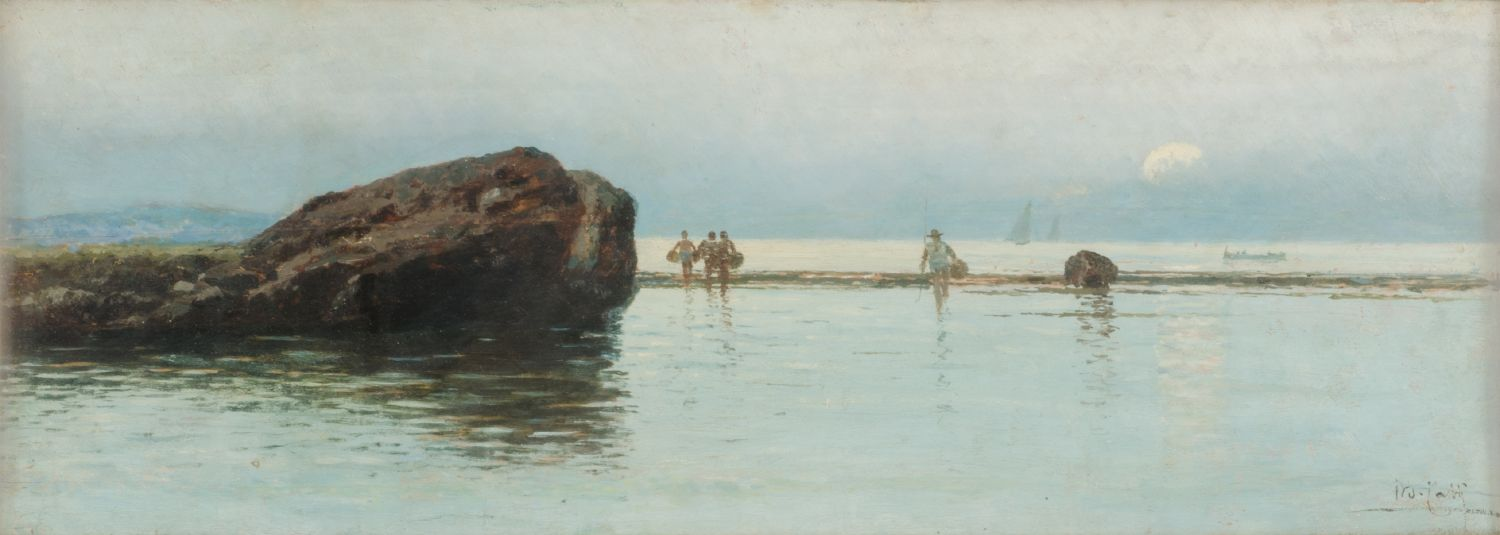
Paesaggio marino con scogli e personaggi. Non datate. Olio su tavola, 58 x 20 cm, collezione privata.
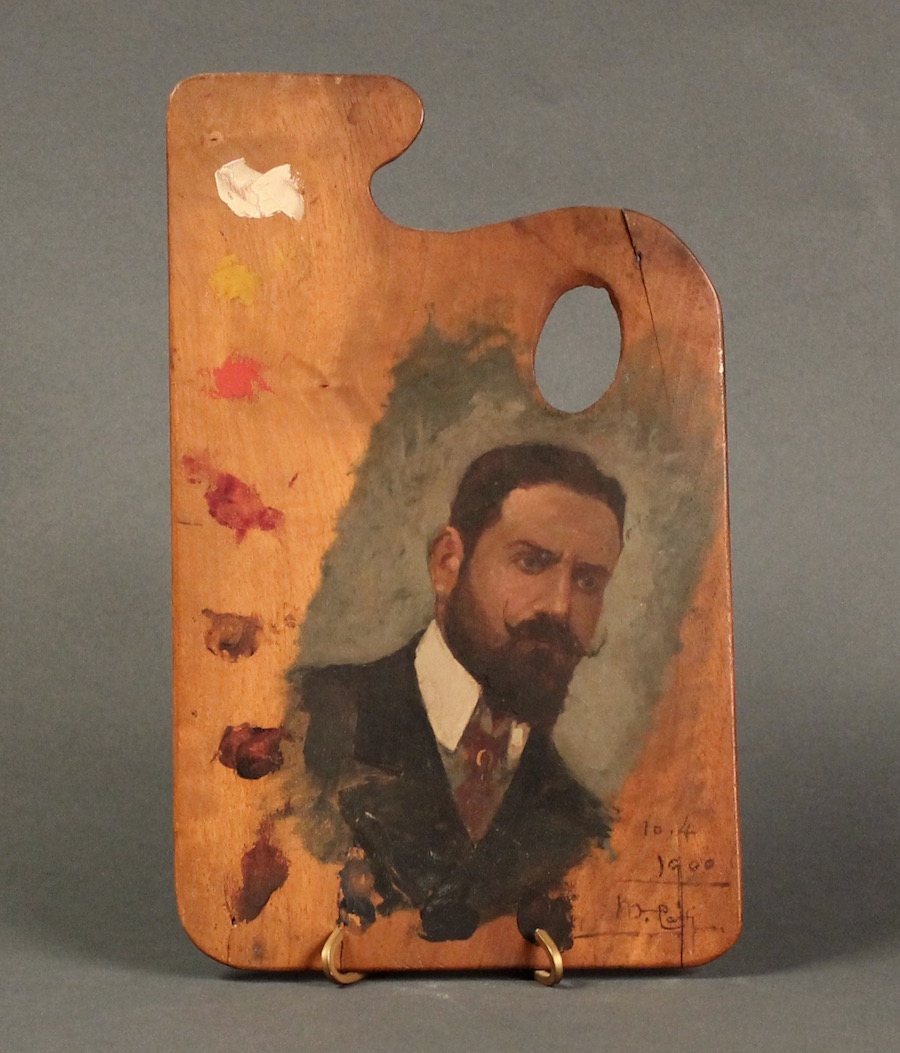
Autoritratto a 45 anni. Aprile 10, 1900. Olio su tavolozza, collezione privata.
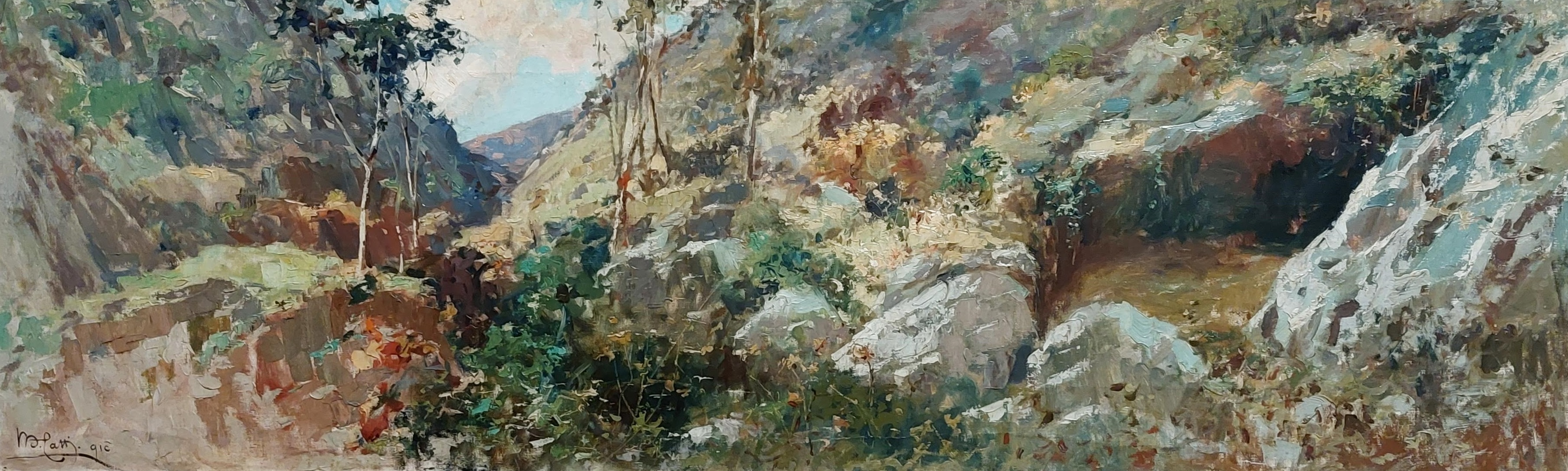
Reminiscenze di Cinisi. Michele Catti, olio su tela del 1910. Galleria d'Arte Moderna - Palermo